# Paradís de Bhaisajyaguru
El Paradís de Bhaisajyaguru o Terra Pura de Bhaisajyaguru és una pintura xinesa realitzada durant el govern de la dinastia Yuan. Aquesta pintura va ser originàriament situada al monestir de Guangsheng (Guangsheng Si), comtat de Zhaocheng, Shanxi. La pintura, que es trobava al mur est de la sala principal del monestir,va ser comprada per Arthur Sackler i després va ser lliurada al Museu Metropolità d'Art, a Nova York, els Estats Units l'any 1954.
Aquesta pintura representa el Buda Bhaisajyaguru i dos bodhisattvas, Avalokitesvara i Chintamanichakra en el centre. Tradicionalment, el Buda Bhaisajyaguru (Yaoshi fo) és considerat com el Buda de la medicina (tant física com espiritualment) en el budisme Mahayana.

## Composició

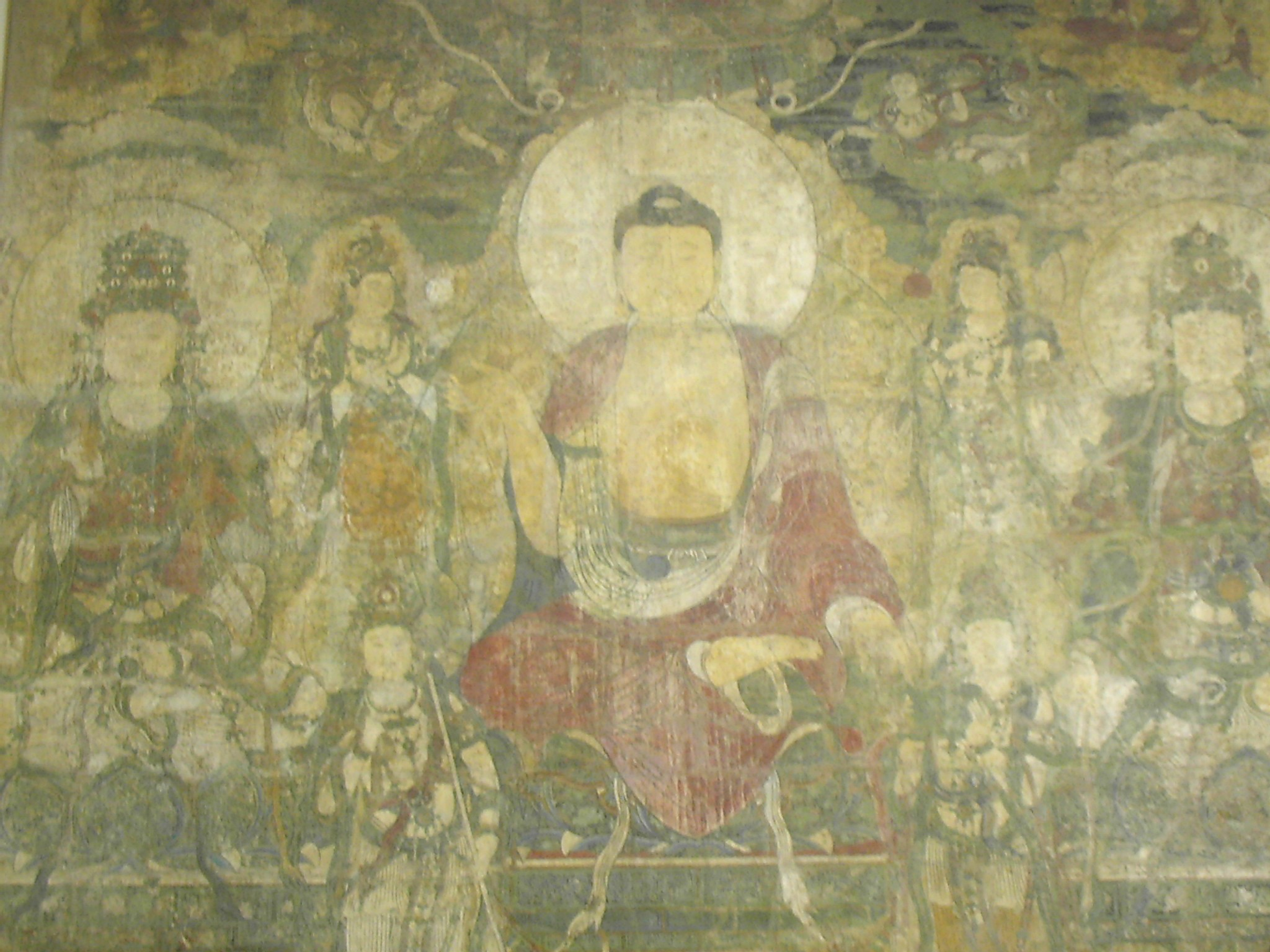
Mural al Museu Metropolità d'Art.

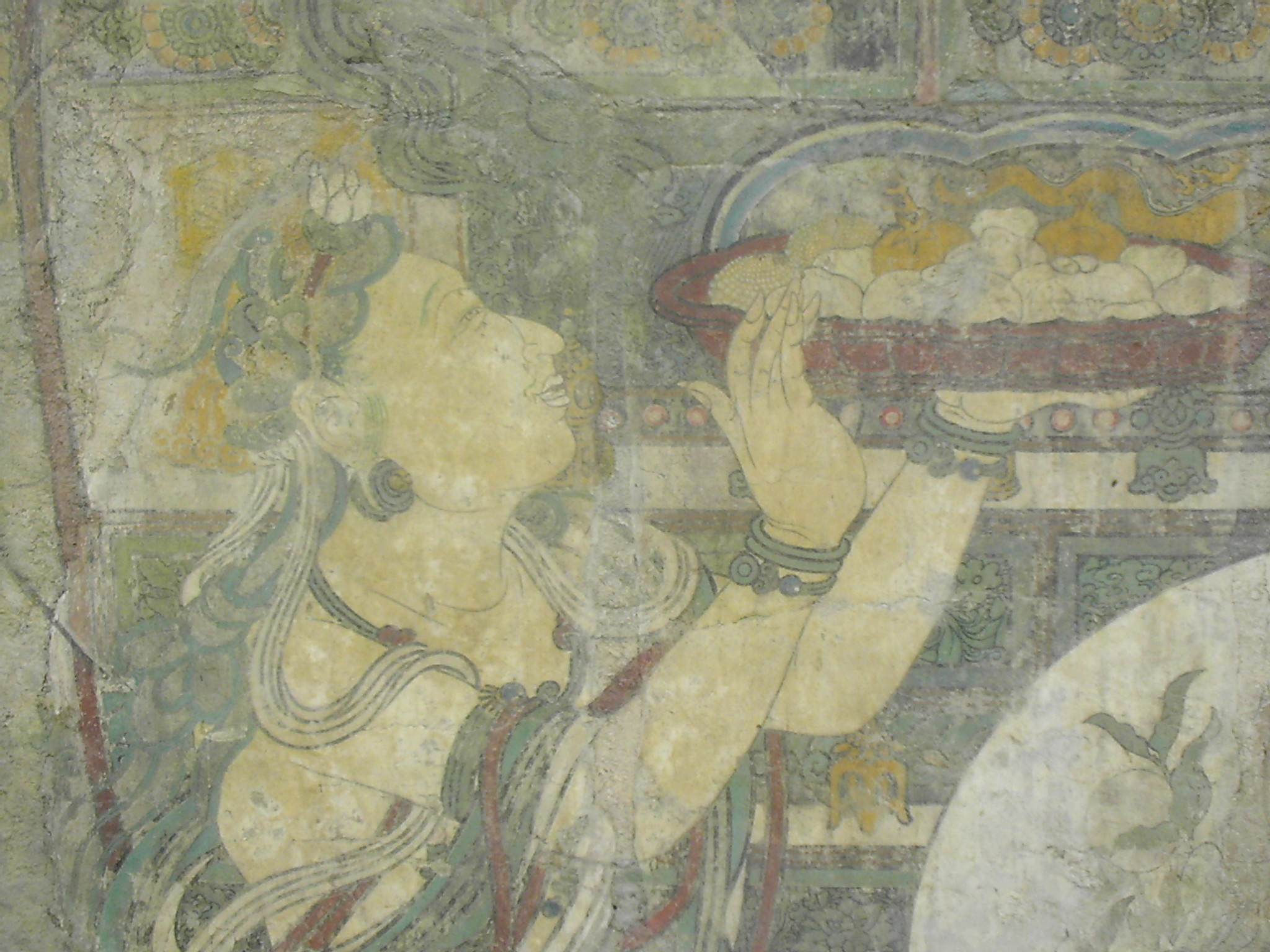
Detall de la pintura.

Tal com està avui, la pintura mural mesura 751.8 cm d'alçada i 1511.3 cm de longitud. És notable pel seu alt nivell de detall. La pintura representa el Buda Bhaisajyaguru asseguten el cel, envoltat de bodhisattvas i déus. Per regla general, el Buda Bhaisajyaguru es representa com una figura índia. Però en aquesta pintura del Paradís de Bhaisajyaguru, totes les figures estan representades amb vestits i túniques xinesos. Bhaisajyaguru porta una túnica vermella i està flanquejat per dos bodhisattvas asseguts: Avalokitesvara i Chintamanichakra. Altres quatre figures secundàries del bodhisattva es poden veure al mural. Dotze guerrers, sis a cada costat de la pintura, simbolitzen el vot del Buda d'ajudar els altres. Aquesta pintura va ser confosa anteriorment com l'Assemblea de Śākyamuni Buda.
Saptatathāgatapūrvapranidhānavisēsa Sūtra, un sutra budista traduït per Yi Jing (635-713), esmenta que n'hi havia sis budes predecessors abans de Bhaisajyaguru. Les petites sis imatges de Buda es poden veure a la part superior de la pintura. El Buda central de Bhaisajyaguru sosté un bol a la mà esquerra que simbolitza la medicina. Bhaisajyaguru és considerat com un Buda de salvació i protector de desastres al budisme Mahayana. Altres figures importants de la pintura són els bodhisattvas, Candraprabha i Suryaprabha. Candraprabha és el Bodhisattva que sosté un disc lunar a la vora de la mà dreta de Buda. Suryaprabha està sostenint un disc solar amb un ocell vermell on és la mà esquerra de Buda.

## Creació

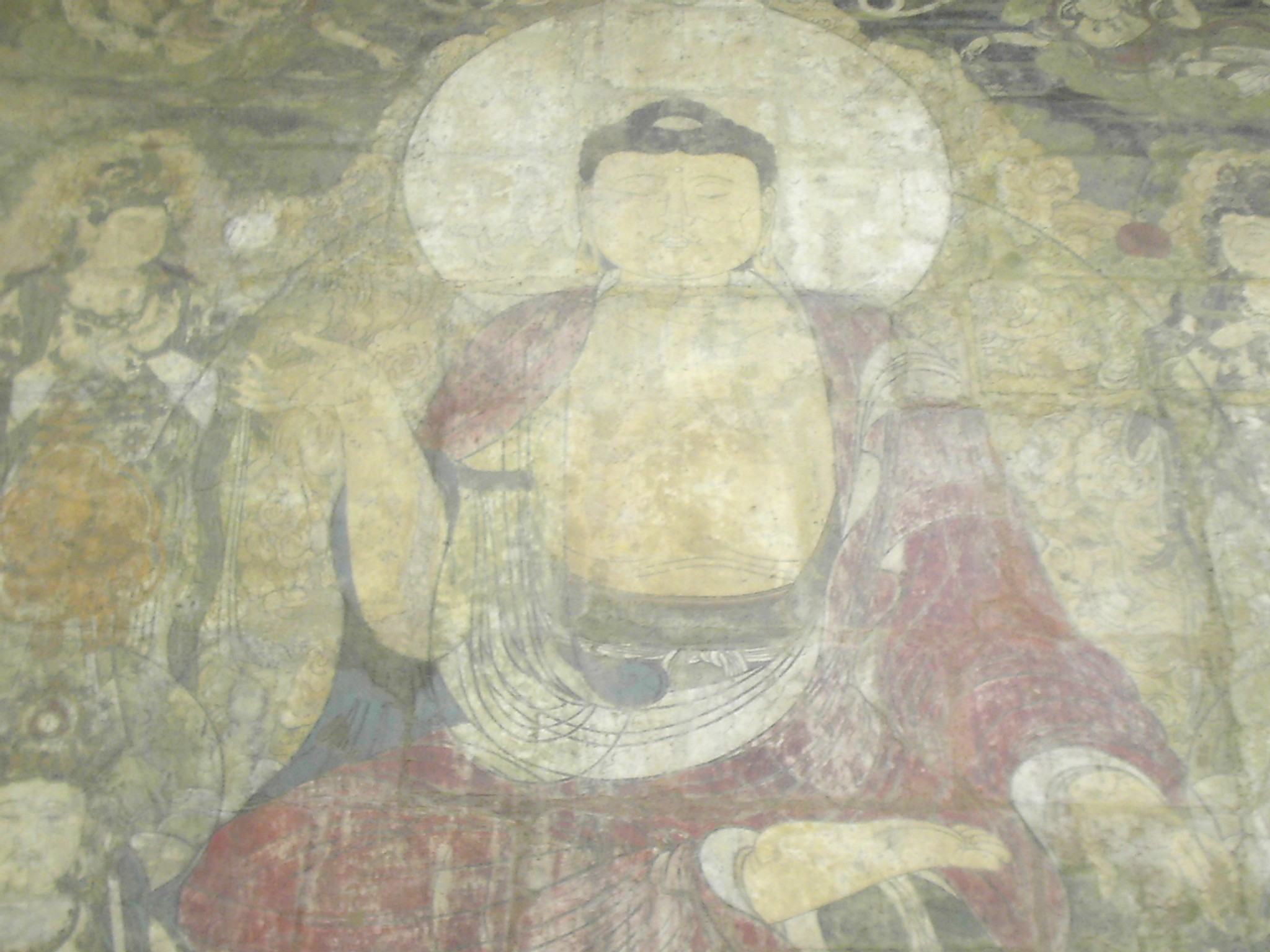
Bhaisajyaguru, detalls.

L'artista d'aquesta pintura no ha pogut ser identificat. Les figures robustes i de rostre complet són característiques de les pintures de Zhu Haogu (朱 好), que es van involucrar en imatges budistes i taoistes en el segle xiv. La pintura, que es trobava al vestíbul del monestir inferior de Guangsheng, pertany al període de la dinastia Yuan de la Xina. Podria ser creat prop de l'any 1319. Per preparar la paret del monestir per a aquesta pintura, es va cobrir amb una base d'argila mesclada amb palla. Després es va pintar amb un pigment a base d'aigua.

## Trasllat
Durant la dècada de 1920, els monjos havien venut els murals que es trobaven a les parets de frontispici de la sala principal del monestir inferior de Guangsheng per trobar fons per a la renovació del temple. Aquests murals van ser adquirits per tres museus als Estats Units. Entre 1926 i 1929 dues de les pintures van ser situades al Museu de la Universitat de Pennsilvània i una pintura va ser adquirida per la Museu Nelson-Atkins, Kansas el 1932. Una altra pintura va ser comprada per Arthur Sackler i va ser lliurada al Museu Metropolità d'Art el 1964. Aquesta versió de la pintura va ser després coneguda com a Paradís de Bhaisajyaguru.